# Philippe Chiffre
Pour les articles homonymes, voir Chiffre (homonymie).
Philippe Chiffre, né le 2 avril 1958 à Paris 9e, est un chef décorateur français.

## Biographie
Philippe Chiffre est le fils d'Yvan Chiffre et le frère de Romain Chiffre. Artiste peintre, il débute comme stagiaire à la décoration dans le cinéma en 1974 sur Zorro de Duccio Tessari. Stagiaire, assistant, ensemblier, chef peintre, il parcourt tous ces postes sur une vingtaine de films avant de devenir chef décorateur en 1988.

## Filmographie
- 1988 : Camomille, de Mehdi Charef
- 1989 : J'aurais jamais dû croiser son regard, de Jean-Marc Longval
- 1989 : President's Target, d'Yvan Chiffre
- 1990 : Plaisir d'amour, de Nelly Kaplan
- 1992 : La Petite Apocalypse, de Costa-Gavras
- 1994 : Mina Tannenbaum, de Martine Dugowson
- 1994 : Petits arrangements avec les morts, de Pascale Ferran
- 1995 : Pullman paradis, de Michèle Rosier
- 1996 : L'Appartement, de Gilles Mimouni
- 1996 : Un samedi sur la terre, de Diane Bertrand
- 1997 : Assassin(s), de Mathieu Kassovitz
- 1998 : Une vie de prince, de Daniel Cohen
- 1999 : Rembrandt, de Charles Matton
- 2000 : Woman on Top, de Fina Torres
- 2001 : Mortel transfert, de Jean-Jacques Beineix
- 2002 : Samouraïs, de Giordano Gederlini
- 2003 : Narco, de Gilles Lellouche
- 2004 : Dans tes rêves, de Denis Thybaud
- 2005 : La Boîte noire, de Richard Berry
- 2006 : Ne le dis à personne, de Guillaume Canet
- 2007 : Hellphone, de James Huth
- 2007 : Vent mauvais, de Stéphane Allagnon
- 2008 : Modern Love, de Stéphane Kazandjian
- 2008 : Pour elle, de Fred Cavayé
- 2009 : De l'autre côté du lit, de Pascale Pouzadoux
- 2010 : L'Immortel, de Richard Berry
- 2010 : Les Petits Mouchoirs, de Guillaume Canet
- 2011 : La Croisière, de Pascale Pouzadoux
- 2012 : Cloclo, de Florent Emilio Siri
- 2013 : Möbius, d'Éric Rochant
- 2013 : Dirty Week-end, de Christopher Granier-Deferre
- 2014 : Mea Culpa, de Fred Cavayé
- 2014 : United Passions, de Frédéric Auburtin
- 2015 : Nos femmes, de Richard Berry
- 2016 : Tout pour être heureux, de Cyril Gelblat
- 2016 : Marseille (série télévisée) (série Netflix), de Florent Emilio Siri
- 2017 : Rock'n Roll (film, 2017), de Guillaume Canet
- 2018 : Burn Out, de Yann Gozlan
- 2018 : Le Jeu, de Fred Cavayé
- 2018 : Au bout des doigts, de Ludovic Bernard
- 2018 : Larguées, d'Éloïse Lang
- 2019 : Adults in the Room, de Costa-Gavras
- 2019 : Nous finirons ensemble, de Guillaume Canet
- 2020 : La Fine Fleur, de Pierre Pinaud
- 2020 : Miss, de Ruben Alves
- 2021 : Adieu monsieur Haffmann, de Fred Cavayé
- 2021 : Lui, de Guillaume Canet
- 2022 : Belle et Sébastien : Nouvelle Génération, de Pierre Coré
- 2022 : Le Tourbillon de la vie, d'Olivier Treiner
- 2024 : Six Jours, de Juan Carlos Medina
- 2024 : Furies (série Netflix)
- 2024 : Les Chèvres !, de Fred Cavayé
- 2025 : Kaamelott - Deuxième volet, d'Alexandre Astier

## Distinctions

### Récompense
- 2000 : César des meilleurs décors pour Rembrandt

### Nomination
- 2013 : Nomination au César des meilleurs décors pour Cloclo